# Fabio Basile
Fabio Basile, född den 7 oktober 1994 i Rivoli, är en italiensk judoutövare.
Han tog OS-guld i de olympiska judo-turneringarna vid olympiska sommarspelen 2016 i Rio de Janeiro i herrarnas halv lättvikt..